# Starověké řecké divadlo

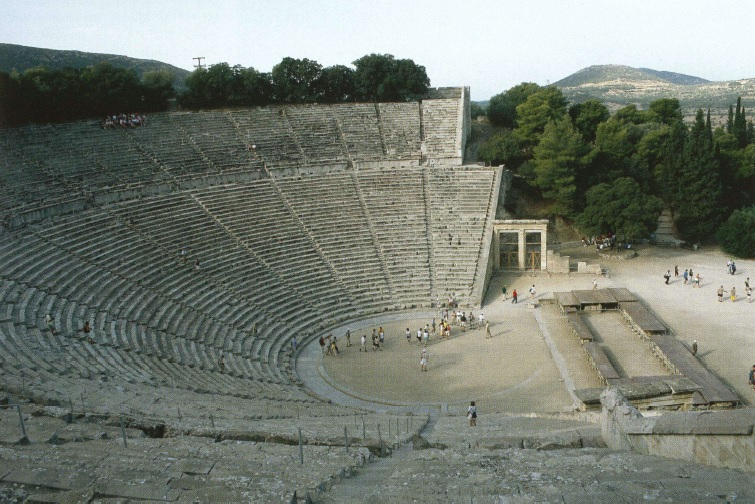
Divadlo v Epidauru

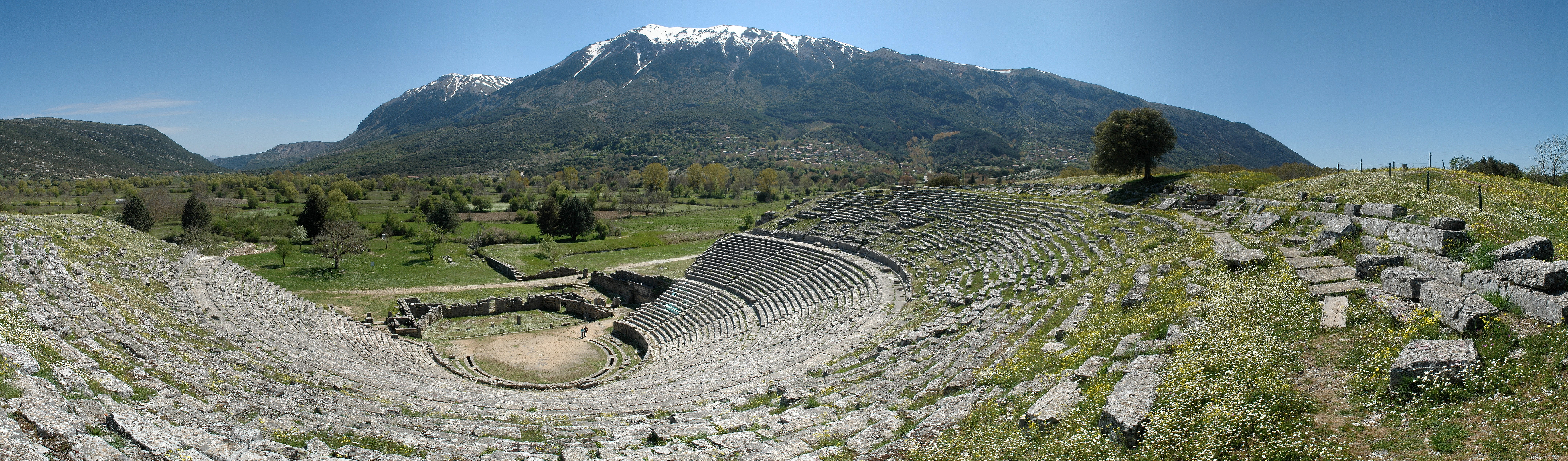
Divadlo v Dodoně

Divadlo v antickém Řecku a Římě vzniklo na počátku 6. stol. př. n. l. a nejvíce se rozvíjelo v městském státě Athénách. Divadelní produkce v Řecku pokračovaly i poté, co se r. 146 př. n. l. stalo římskou kolonií, proto můžeme za konec řeckého divadla označit až r. 692 n. l., kdy bylo oficiálně zakázáno provozování divadelních her ve východní části římské říše. Drama bylo ve starověkém Řecku součástí náboženských slavností, zejména athénských Velkých Dionýsií, kde bylo poprvé uvedeno pravděpodobně na počátku 5. stol. př. n. l. Největší rozvoj řeckého dramatu spadá do klasického období (480–323 př. n. l.) a jeho hlavními postavami jsou autoři tragédií Aischylos, Sofokles a Euripides, komediografové Aristofanes a Menandros a autor prvního teoretického pojednání o divadle s názvem Poetika, filosof Aristoteles. Mezi hlavní divadelní a dramatické žánry řadíme tragédii (první uvedení na Velkých Dionýsiích 534 př. n. l.), satyrské drama (cca 500 př. n. l.) a komedii (na Velkých Dionýsiích od roku 486 př. n. l., předtím rozvoj v Syrakusách). Herci jako jedni z mála obyvatel antického Středomoří mohli díky své profesi volně cestovat, a proto řecké divadlo velkou měrou ovlivnilo i divadlo římské především skrze řecké kolonie na Sicílii a v jižní Itálii.

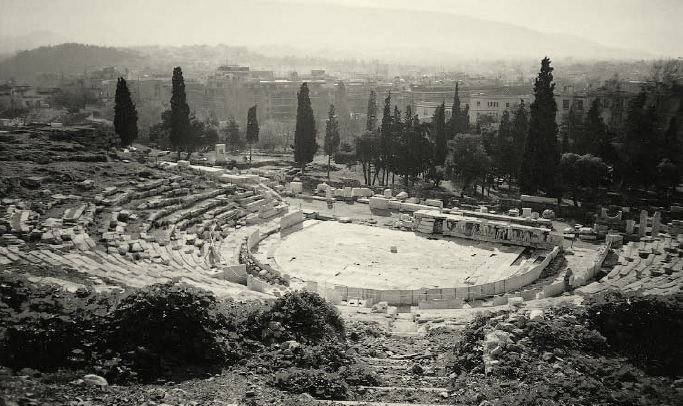
Dionýsovo divadlo

## Původ

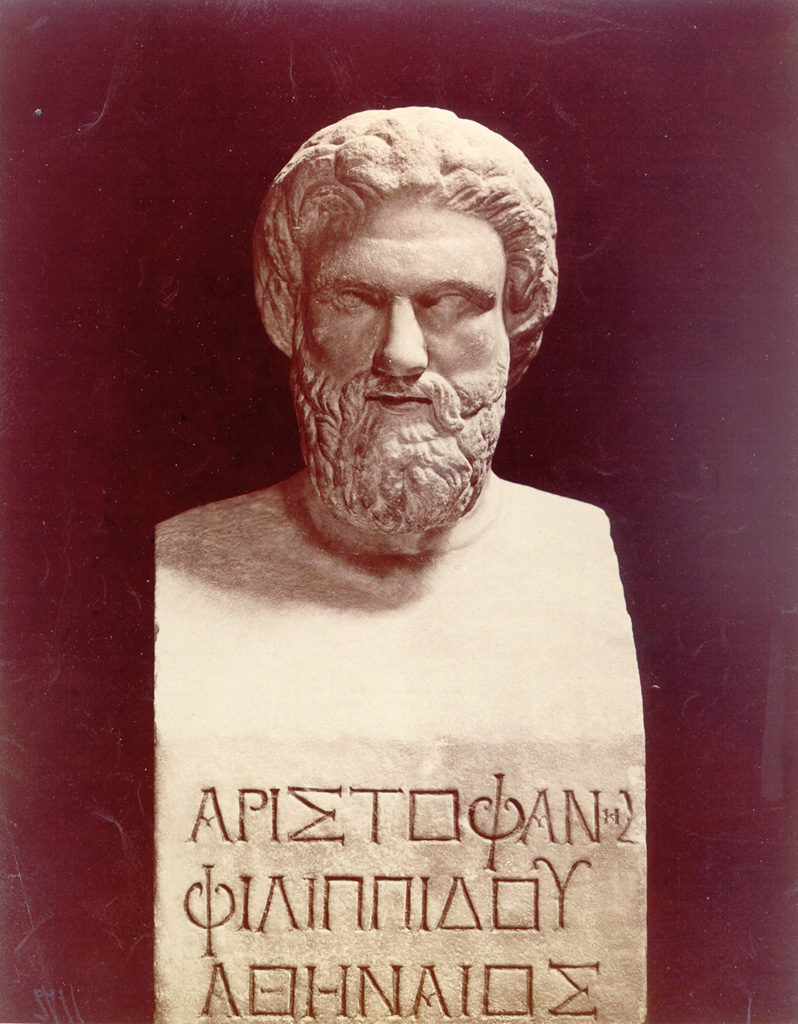
Aristofanes

Ačkoli doklady o existenci veřejných podívaných náboženského, oficiálního či zábavního charakteru (např. spektakulární oběti, válečnické triumfy nebo kejklířská vystoupení) najdeme ve většině starověkých kultur, institucionalizované divadlo založené na dramatických textech vzniká teprve v antickém Řecku. Od počátku své existence je spojeno s rituálem, konkrétně s kultem boha Dionýsa, na jehož počest bylo (především v počátečních stádiích svého vývoje) provozováno.
Ke vzniku řeckého divadla dochází v 6. stol. př. n. l., v době athénské tyranidy, kdy z písní a průvodů na počest boha Dionýsa vzniká nejdříve komedie (dórská fraška, cca 580 př. n. l.) a tragédie (Thespis , 535/534 př. n. l.), o něco později i satyrské drama (Arion, kolem r. 500 př. n. l.). V r. 500/501 se zásahem tyrana Peisistrata divadlo stává součástí náboženských slavností, Velkých Dionýsií, když je zde poprvé inscenována tragédie neznámého autora. První uvedení satyrského dramatu bývá datováno do roku cca 501 př. n. l. Komedie je nejmladším žánrem a poprvé byla uvedena na Velkých Dionýsiích roku 486 př. n. l. První dochovanou tragédií je ovšem teprve Aischylova hra Peršané (472 př. n. l.), nejmladší dochovanou hrou je pak Aristofanova komedie Plutos (Bohatství, 388 př. n. l.).
Vznik tragédie se tradičně spojuje s rituálem, ale její původ je nejasný. Pravděpodobně má kořeny v rituálech sborových písních a tancích, ale také v epické poezii (zejména v rozsáhlejších cyklech, např. v homérských eposech). Podle Herodota vychází tragédie z dórské tradice (z města Sikyonu) a do Athén ji přinesl Kleisthenes (r. 550 př. n. l.). Aristoteles v Poetice tvrdí, že tragédie má počátky v dithyrambu a vznikla z improvizace, postupně prošla proměnami a ustálila se ve své klasické formě. Jiné antické prameny uvádějí za původce tragédie Thespida, který byl údajně autorem myšlenky vydělení prvního herce z  chóru. Zároveň bývá tento moment považován za zásadní ve vývoji dramatu obecně, protože došlo ke vzniku dialogu mezi hercem a chórem.
Komedie zřejmě vznikla přičiněním Řeků původem z Megary a usídlených na Sicílii, odkud pocházejí žánry flyacká a dórská fraška. Dórská fraška ovlivnila vznik attické komedie, kterou můžeme rozdělit do tří vývojových fází: stará komedie (cca 486–385 př. n. l.), střední komedie (cca 385–325 př. n. l.; nejznámější autor Aristofanaes) a nová komedie (od roku 325 př. n. l., nejznámější autor Menandros).
Satyrské drama má společné rysy s tragédií (mytologické náměty) i komedií (komičtí satyrové). Za otce satyrského dramatu bývá považován Pratinas (na Velkých Dionýsiích zvítězil pouze jednou v r. 499/6, soupeř Aischyla a Choirila), který zároveň žánr zkultivoval a dal mu jeho klasickou podobu. Vynález satyrského dramatu bývá připisován Ariónovi, který proslul svými dithyramby a rovněž přispěl k vydělení herce z chóru, tedy ke vzniku dramatického dialogu. Přestože známe zhruba kolem 70 autorů satyrských dramat, dochovalo se nám pouze jedno úplné, a to Euripidův Kyklóp. Rozvoj satyrského dramatu končí cca kolem roku 340 př. n. l.
Aristoteles ve své Poetice vidí rozdíl mezi tragédií a komedií v tom, že tragédie předvádí lidi lepší, kdežto komedie lidí horší, než ve skutečnosti jsou.
Aristoteles nám také zanechal popis klasické struktury řeckého dramatu, což je schéma, ke kterému autoři přihlížejí dodnes: 1) Expozice, 2) Kolize, 3) Krize, 4) Peripetie 5) Katastrofa. Drama by mělo zachovávat jednotu místa, času a děje.
Podle Aristotela se postupem času stali z jambických básníků autoři komedií, z epiků zas tvůrci tragédií. Komedie i tragédie pak podle něj mají počátek v improvizaci – „tragédie od těch, kteří uváděli dithyramb, komedie od těch, kteří uváděli falické písně.“ Uvádí, že Aischylos byl první, kdo k prvnímu herci přidal druhého, omezil úlohu sboru a také zvýšil důraz na dialog. Sofokles poté přidal třetího herce a zavedl jevištní dekoraci.  

## Klasické období
V klasickém období existovalo několik náboženských slavností, jejichž součástí byla divadelní představení: Velké Dionýsie, Venkovské (Malé) Dionýsie a Lénaje. Velké Dionýsie a Lénaje se konaly v Athénách vždy jedenkrát do roka, Malé Dionýsie probíhaly v různých obdobích roku v těch attických démech, které měly vlastní divadelní budovu.
Do dnešní doby se dochovalo pouze omezené množství dramatických textů: 32 tragédií, 2 satyrská dramata, 11 komedií a mnoho kratších fragmentů. Přestože se největší pozornost soustřeďuje na tragédii a komedii, žánrové spektrum antického divadla a dramatu bylo mnohem bohatší. Kromě satyrského dramatu můžeme rozlišit ještě dórskou či flyackou frašku a mimos, nejrozšířenější a nejdéle existující antický divadelní žánr, o jehož inscenacích máme zprávy ještě z byzantského období.
K nejznámějším autorům klasického období patří Aischylos, Sofoklés, Euripidés a Aristofanes. První tři jsou autoři tragédií a poslední z nich je autorem komedií .

## Inscenační praxe

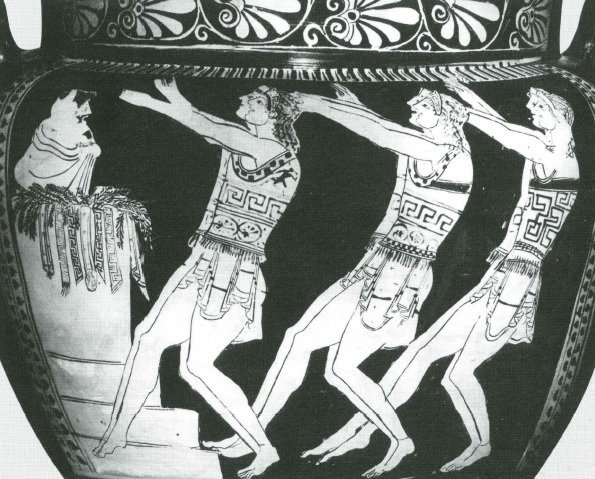
Šestičlenný sbor přicházející k hrobce

Chór (z řec. choros, tanec) byl součástí divadelních představení. Aktivně vstupoval do děje a to buď sborovou písní s tancem, mluvenými replikami nebo zpívaným dialogem s herci. Chór hru nacvičoval společně s herci pod vedením dramatika, který komponoval také hudbu. Tragický sbor měl obvykle 12 až 15 členů. Komický sbor až 24 členů. Šlo převážně o neherce nebo poloprofesionály. Členové chóru nosili obličejovou masku, s níž na sebe brali lidskou, zvířecí podobu a mohla představovat také abstraktní pojmy.

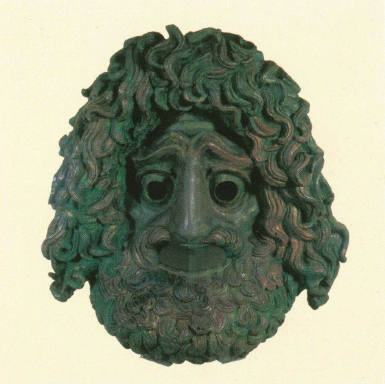
Maska používaná v tragédiích

Maska (z řec. prosópon, tvář, maska, postava) představovala základní prvek hereckého kostýmu. Reprezentovaly lidské tváře, podoby bohů a zvířat. Masky mohly a nemusely být realistické. Komické masky představovaly lidi jako groteskní postavy. Masky obvykle pokrývaly celou hlavu a měly otvory pro oči a ústa.

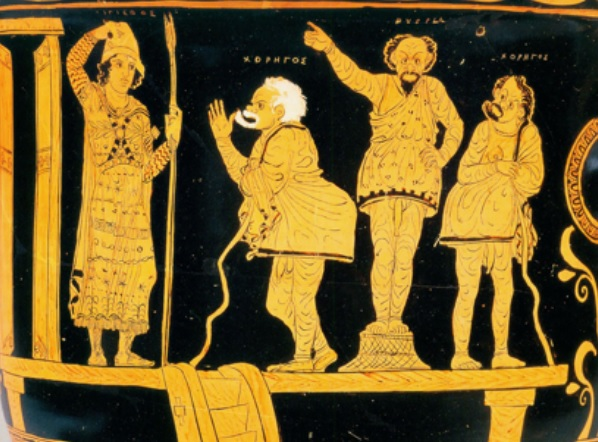
Kostýmy herců

Kostýmy a rekvizity společně charakterizovaly postavy ve hře. Kostýmy se skládaly z oděvu, obuvi a masky a rozlišovaly se podle dramatického žánru. V tragédiích se používaly kostýmy pečlivě vypracované a zdobené. Cizokrajné postavy byly kostýmově doplněné o znaky odkazující na jejích cizokrajnost. V komediích nosily postavy krátké chitóny (spodní oděv) s vycpaným břichem, zadkem a zvýrazněným pohlavním údem. Nahotu postavy reprezentoval trikot se zvýrazněním pohlavních znaků. Rekvizity signalizovaly postavení a funkci postav a jednalo se převážně o jednoduché předměty (list, urna, meč, štít).

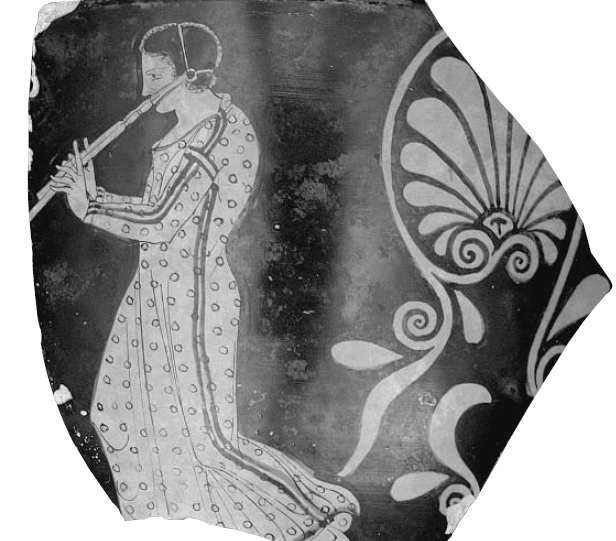
Hudebník hrající na aulos

Hudba byla součástí divadelních představení. Autor dramatického textu vystupoval také jako choreograf a skladatel hudby, kterou zpíval chór nebo jeden, respektive víc herců. Dialogy mohly být zpívané, nebo hudebně doprovázené. Hudebníci používali jednoduché hudební nástroje (aulos, případně lyru) a doprovázeli chór při vstupu a odchodu z hereckého prostoru.

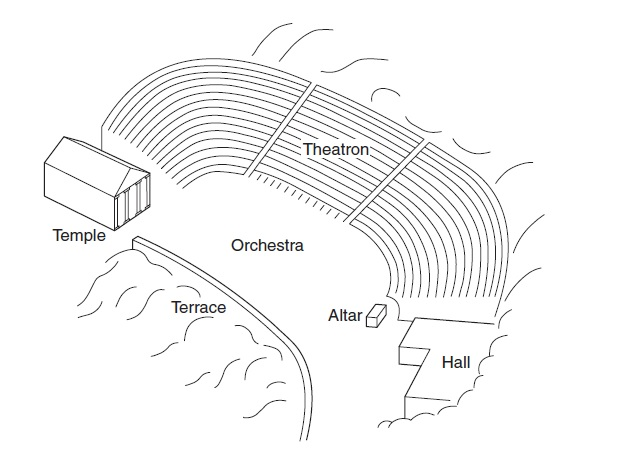
Náčrt prostoru divadla v Thoriku

Divadelní prostor je místo, kde probíhaly divadelní představení. Nejprve se divadlo hrálo v náboženských okrscích, kde se postupně vyvíjelo hlediště, scénická budova a orchestra. Divadelní prostor se tak měnil z jednoduchého dřevěného typu s provizorním jevištěm a hledištěm až po kamenný typ půlkruhového tvaru s prostorem pro diváka a herce. V helenistickém období už můžeme definovat dva typy divadelního prostoru, a to římský typ a řecký typ.
Orchestra (řec. orchéstra) byla kruhová nebo skoro kruhová plocha mezi hledištěm a divadelní budovou (skénou) řeckého divadla; byla určena především pro sbor, který např. zpěvem komentoval vývoj děje, a pro tanečníky, kteří doprovázeli hru. V římských divadlech byla orchestra půlkruhová a sloužila i jako část hlediště, kde byla vyhrazena místa pro senátory. Tzv. skéné (lat. scaena) byla označením pro podlouhlou divadelní budovu, v níž byly šatny herců a z níž vycházeli herci na jeviště.
Herec (z řec. prótagónistés) ztělesňoval dramatickou postavu. Divadlo zpočátku pozůstávalo z jednoho protagonisty. Zavedení druhého herce připisujeme Aischylovi, třetího herce uplatňuje v dramatu Sofokles. Povolání herce bylo vyloženě mužská záležitost. Jednalo se o osoby talentované herecky, pěvecky a v případě mimů i tanečně. První herec hrál nejdůležitější úlohy, druhý herec hrál v rolích konkurenta a třetí herec disponoval rolemi mocných lidí, tyranů apod.
Diváci se skládali převážně z obyvatelstva Atén (metiků, cizinců, chlapců, žen a pravděpodobně i otroků). Účast na představeních byla masová (cca 12 000–15 000 diváků). Divadlo nebylo jen prostředkem zábavy, ale mělo také náboženský a politický význam. Obecenstvo reagovalo velmi spontánně (potlesk, kopání, házení jídlem apod.). První řady hlediště patřily nejdůležitějším osobnostem reprezentujícím kult a vzácným cizincům, zbytek příslušel zbytku obyvatelstva daného města.